# 咖啡袋

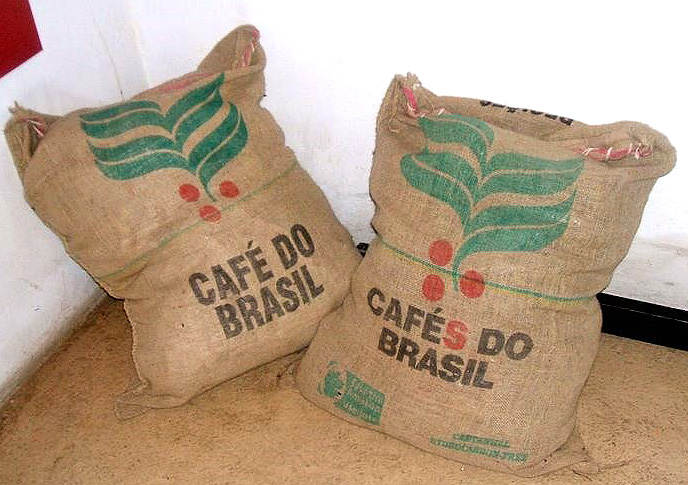
兩個裝著巴西咖啡生豆麻布袋

咖啡袋是專門用來運輸與儲存咖啡豆的容器。咖啡生豆通常裝在大型黃麻袋中運輸，而供消費者購買的咖啡則多以烘製完成的咖啡豆或進一步研磨後之形式，包裝在小型的密封塑膠袋或金屬罐內。

## 散裝咖啡
大散裝袋和粗麻袋傳統上用於儲存與運輸咖啡生豆，通常是由黃麻製成，每袋容量為60（130磅）；這種類型的袋子起源於巴西，並逐漸成為全球標準。直到今天，這種袋子也被用作計量單位，例如聯合國糧食及農業組織以60公斤袋為單位統計咖啡產量。
黃麻纖維曾經使用礦物油或早期的鯨油進行處理，以改善其紡織性能。然而，這一處理方式引發了關於咖啡是否會受到碳氫化合物污染的擔憂。但進一步研究表明，污染量極為微小，可忽略不計。 如今，使用合成纖維製成的袋子（包括編織或不織布材料）已成為主流。
此外，這些袋子常被回收並賦予多種用途，例如用於製作服裝，一些咖啡館或商店則用做店內裝飾。不過，60（130磅）的黃麻袋正逐漸被以聚丙烯或聚乙烯為主要材料的大型袋子取代，這種趨勢在巴西等咖啡出口國尤為顯著。這些新型袋子更適合使用貨櫃進行運輸，進一步提升了物流效率。

## 消費包裝

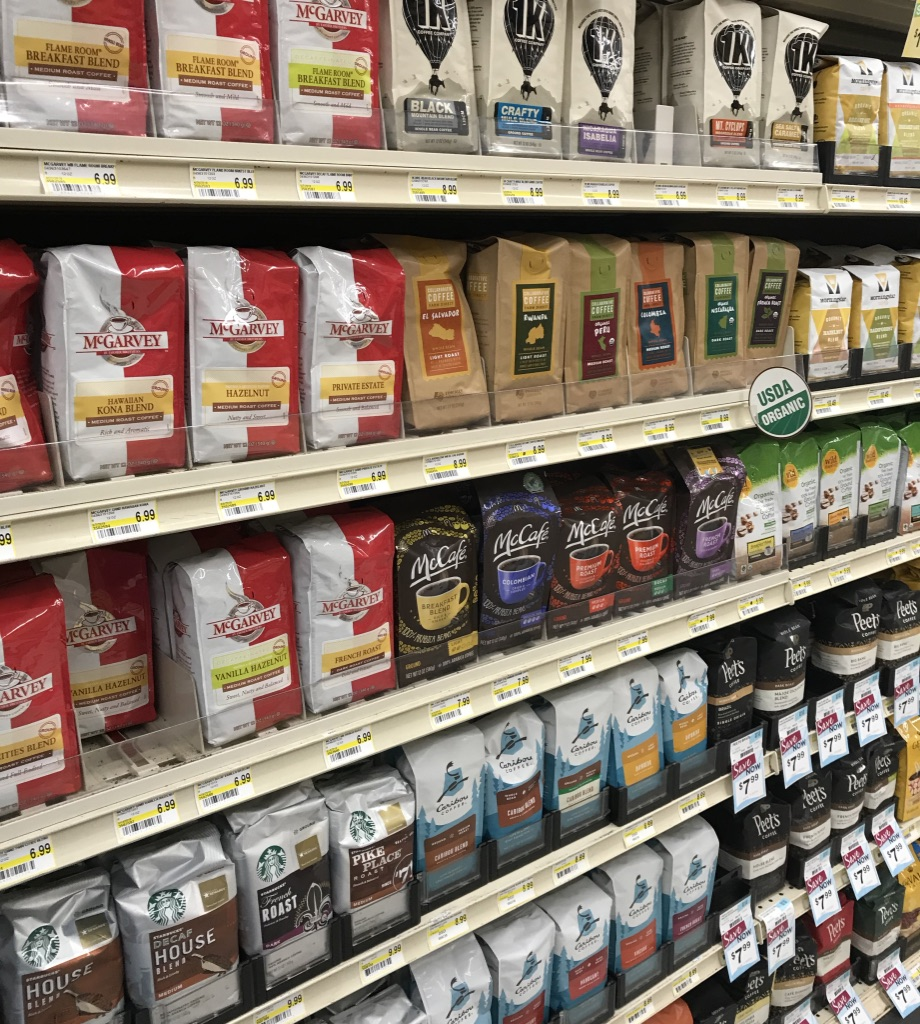
超商鋁箔包裝袋咖啡豆和咖啡粉

消費者通常使用較小的鋁箔咖啡袋來存放咖啡豆或咖啡粉。鋁箔咖啡袋由於成本低廉，封裝容易，已在很大程度上取代了傳統的咖啡罐，不過illy等廠商仍以金屬罐盛裝咖啡豆並填充氮氣出售。由於咖啡豆會釋放二氧化碳，這些袋子特別設計了單向洩壓閥，能在不讓大氣進入袋內的情況下釋放壓力，避免空氣中的水氣影響咖啡豆的品質。值得注意的是，適量的二氧化碳有助於咖啡豆保鮮和養豆過程，但過度擠壓咖啡袋會導致咖啡香氣流失，進而影響咖啡豆的品質，因此建議避免擠壓咖啡袋聞香。
洩壓閥可以通常通過熱封或黏合劑固定於袋子上。雖然鋁箔咖啡袋不易回收，但根據生命週期研究，與金屬罐相比，它在環境影響的其他方面具有一定優勢。

### 範例

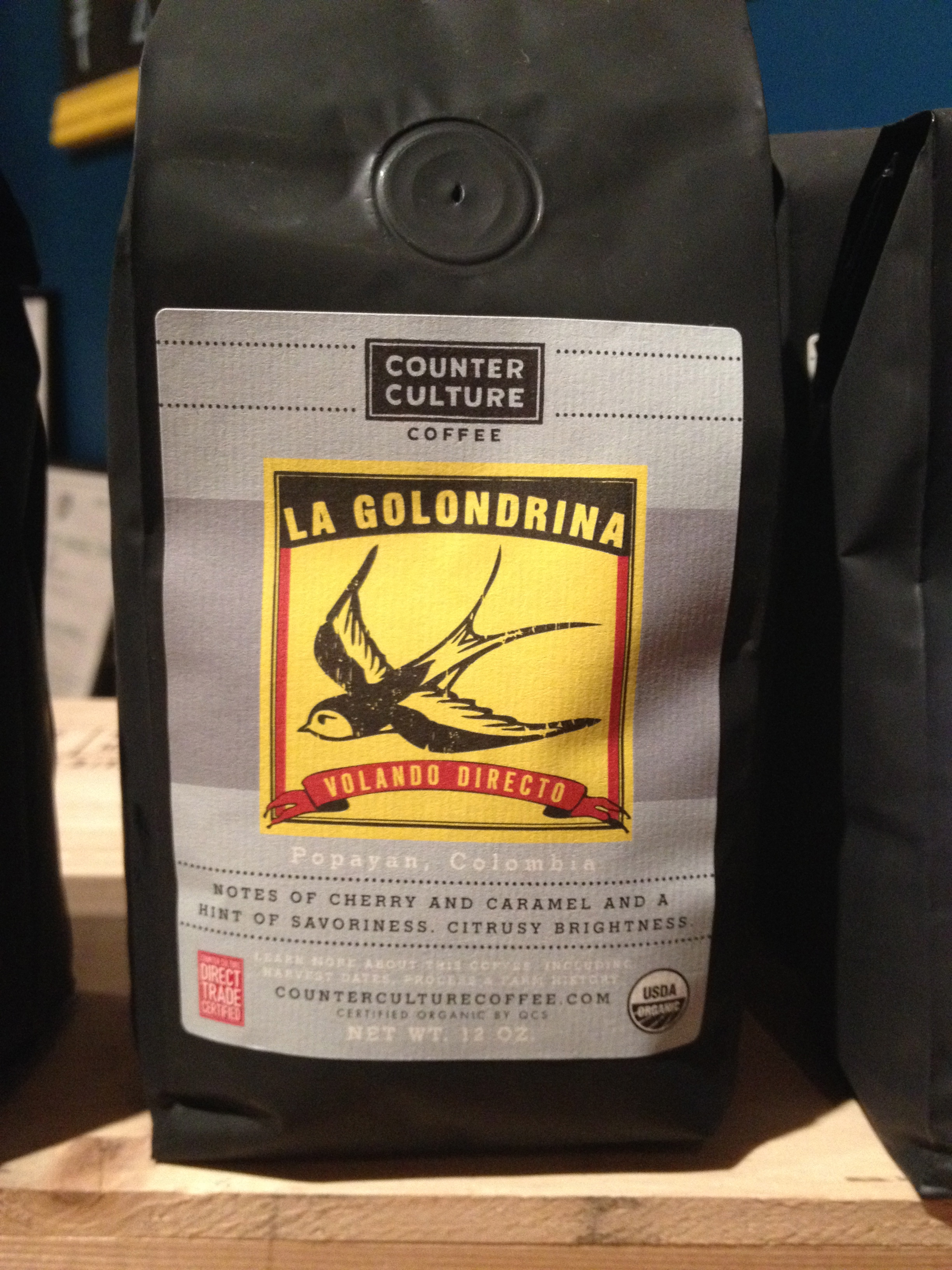
帶減壓閥的鋁箔咖啡豆袋
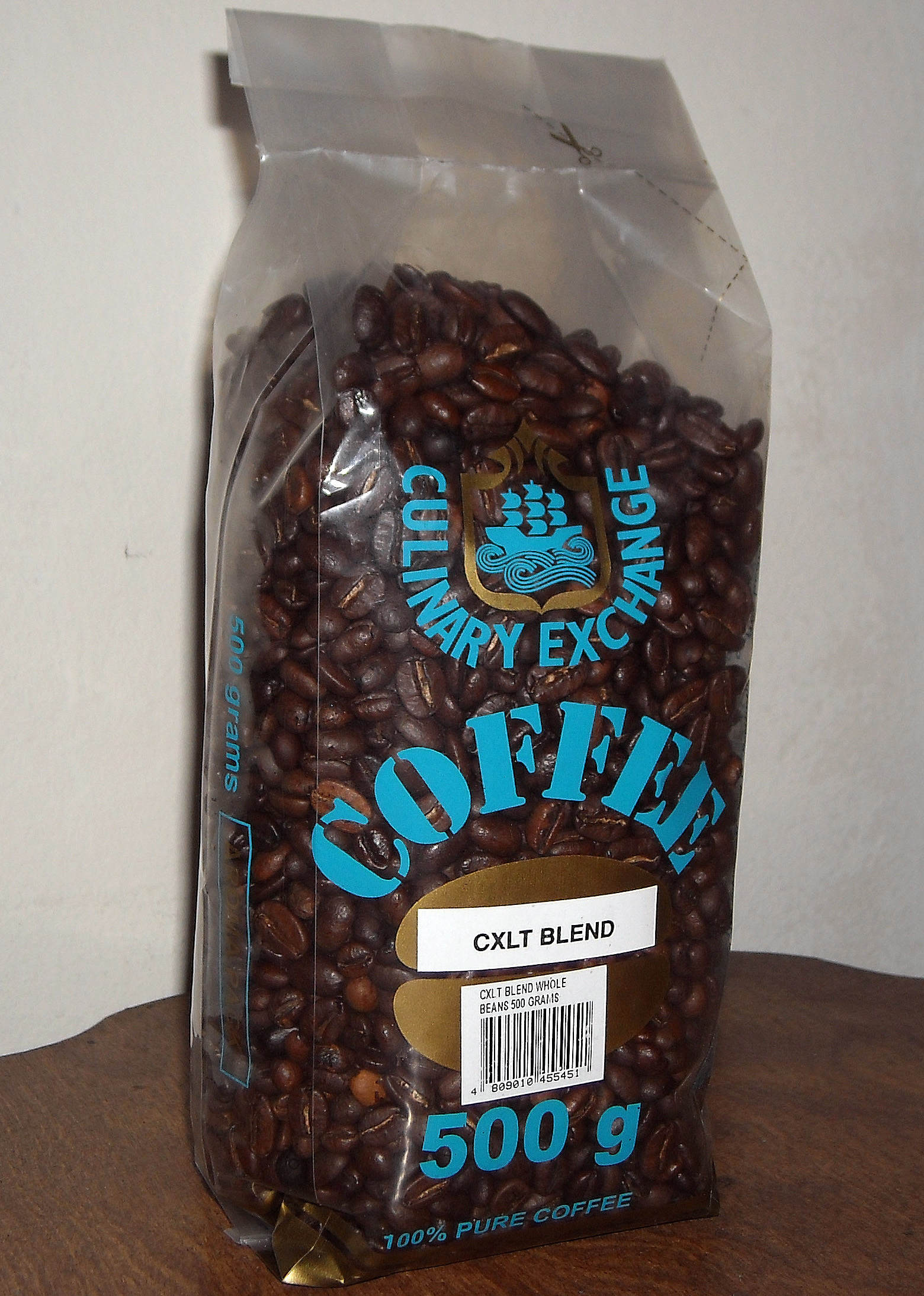
不帶減壓閥的塑膠袋中的咖啡豆
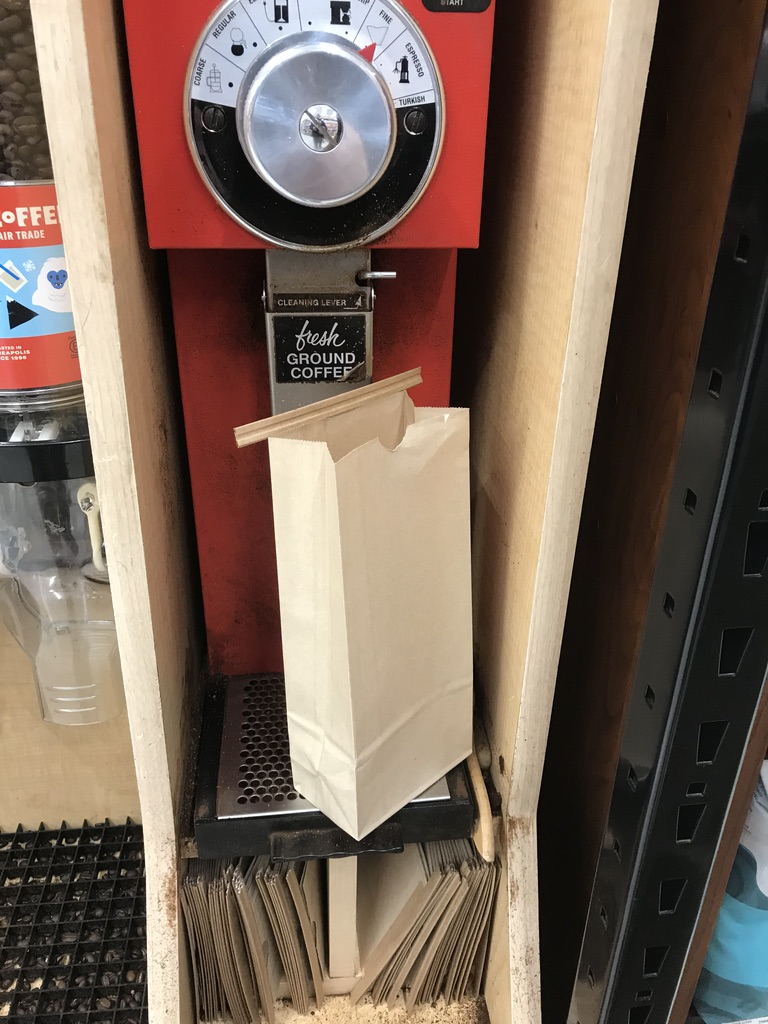
雜貨店的咖啡研磨機，配有用於研磨咖啡的紙袋

### 書籍
- Yam, K.L., "Encyclopedia of Packaging Technology", John Wiley & Sons, 2009, ISBN 978-0-470-08704-6